# Багаутдинов, Загид Пайзутдинович
Загид Пайзутдинович Багаутдинов (род. 21 января 1987, Махачкала) — российский спортсмен и тренер по джиу-джитсу. Бронзовый призёр чемпионата мира 2019 по версии ACBJJ, серебряный призёр чемпионата России 2018 и Кубка России 2017 по версии JJIF.

## Биография
Загид Багаутдинов родился 21 января 1987 года в Махачкале. Начал заниматься спортом в 7 лет (каратэ, футбол, тхэквондо). С 13 лет занимался дзюдо. К 19 годам стал обладателем чёрного пояса и первого дана. С 2014 года переквалифицировался на джиу-джитсу и тренируется под руководством Дауда Адаева. Обладатель чёрного пояса по джиу-джитсу.
В 2020 году получил звание мастера спорта России по джиу-джитсу.
Основатель и главный тренер клуба Baza Jiu-Jitsu Team.
Инструктор международной академии по бразильскому джиу-джитсу Checkmat International.
Судья международных и российских лиг по джиу-джитсу. Судья 1-й категории по дзюдо.
Член Московского союза ветеранов дзюдо и самбо.

## Спортивные достижения
- Победитель Кубка мира лиги Abu Dhabi Jiu-Jitsu Pro Grand Slam Moscow 2021
- Бронзовый призёр чемпионата мира по джиу-джитсу 2019 (ACBJJ)[5]
- Победитель Кубка мира лиги Abu Dhabi Jiu-Jitsu Pro Grand Slam Moscow 2019
- Серебряный призёр чемпионата России по джиу-джитсу 2018 (JJIF) (не-ваза, до 77 кг)[6]
- Бронзовый призёр международного турнира по джиу-джитсу Saint Peterburg Open 2017 (не-ваза, до 77 кг)[7]
- Серебряный призёр Кубка России по джиу-джитсу 2017 (JJIF) (не-ваза, до 77 кг)[8]